# Holger Freitag
Holger Freitag (* 8. Oktober 1963 in Steinheidel-Erlabrunn) ist ein ehemaliger deutscher Skispringer.

## Werdegang
Am 30. Dezember 1980 sprang Freitag in Oberstdorf sein erstes Springen im Skisprung-Weltcup. Die ersten drei Jahre seiner Karriere verliefen jedoch weitgehend erfolglos.
Bei der Nordischen Skiweltmeisterschaft 1982 in Oslo erreichte Freitag auf der Normalschanze den 27. und auf der Großschanze den 39. Platz. Im Teamspringen kam er gemeinsam mit Matthias Buse, Klaus Ostwald und Manfred Deckert auf den 4. Platz und verpasste damit nur knapp die Medaillenränge. Am 6. Januar 1983 sprang Freitag in Bischofshofen erstmals mit einem 11. Platz auf einen Punkterang. Zwei Tage später konnte er in Harrachov sein erstes und einziges Weltcup-Springen gewinnen. Am Ende der Saison 1983/84 belegte er den 29. Platz in der Weltcup-Gesamtwertung.
Bei den Olympischen Winterspielen 1984 sprang Freitag auf den 35. Platz beim Wettbewerb auf der Normalschanze.
Die Vierschanzentournee 1984/85 musste er nach zwei eher mittelmäßigen Springen in Oberstdorf und Garmisch-Partenkirchen und einem schweren Sturz in Innsbruck abbrechen. Nach diesem Sturz wurde er mehrfach operiert und konnte nicht mehr an seinen früheren Erfolge anknüpfen. 1986 bestritt er noch einmal drei Weltcup-Springen, wobei er in Liberec mit Platz 8 noch einmal unter die besten Zehn sprang. Seinen letzten Weltcup beendete er am 21. Februar 1986 in Gstaad auf dem 13. Platz.
Nach seiner Karriere studierte er Medizin und wurde promoviert. Er ist Facharzt für Orthopädie und als niedergelassener Arzt im vogtländischen Auerbach tätig. Sein Sohn Richard Freitag war Skispringer; seine Tochter Selina Freitag ist ebenfalls Skispringerin.

## Erfolge

### Weltcupsiege im Einzel
| Nr. | Datum          | Ort       | Typ         |
| --- | -------------- | --------- | ----------- |
| 1.  | 8. Januar 1983 | Harrachov | Großschanze |

### Europacupsiege im Einzel
| Nr. | Datum         | Ort           | Typ         |
| --- | ------------- | ------------- | ----------- |
| 1.  | 25. März 1984 | Štrbské Pleso | Großschanze |

## Statistik

### Weltcup-Platzierungen
| Saison  | Platz | Punkte |
| ------- | ----- | ------ |
| 1982/83 | 24.   | 32     |
| 1983/84 | 29.   | 38     |
| 1985/86 | 24.   | 14     |